# Reino Unido en los Juegos Europeos
El Reino Unido en los Juegos Europeos está representado por la Asociación Olímpica Británica, miembro de los Comités Olímpicos Europeos. Ha obtenido un total de 119 medallas: 36 de oro, 30 de plata y 53 de bronce.

## Medalleros

### Por edición
| Evento        | Oro | Plata | Bronce | Total |
| ------------- | --- | ----- | ------ | ----- |
| Bakú 2015     | 18  | 11    | 18     | 47    |
| Minsk 2019    | 6   | 9     | 8      | 23    |
| Cracovia 2023 | 12  | 10    | 27     | 49    |
| TOTAL         | 36  | 30    | 53     | 119   |

### Por deporte
| Evento                | Oro | Plata | Bronce | Total |
| --------------------- | --- | ----- | ------ | ----- |
| Atletismo             | 0   | 0     | 5      | 5     |
| Bádminton             | 2   | 4     | 3      | 9     |
| Boxeo                 | 5   | 1     | 10     | 16    |
| Ciclismo              | 2   | 1     | 3      | 6     |
| Esgrima               | 1   | 0     | 1      | 2     |
| Gimnasia              | 0   | 3     | 4      | 7     |
| Judo                  | 0   | 1     | 1      | 2     |
| Natación              | 7   | 7     | 9      | 23    |
| Natación sincronizada | 0   | 0     | 3      | 3     |
| Pentatlón moderno     | 1   | 1     | 2      | 4     |
| Piragüismo            | 1   | 3     | 3      | 7     |
| Rugby 7               | 1   | 1     | 0      | 2     |
| Saltos                | 7   | 3     | 3      | 13    |
| Taekwondo             | 4   | 1     | 3      | 8     |
| Tiro                  | 1   | 1     | 3      | 5     |
| Tiro con arco         | 3   | 2     | 0      | 5     |
| Triatlón              | 1   | 1     | 0      | 2     |
| TOTAL                 | 36  | 30    | 53     | 119   |